# Metawithius philippinus
Espèce
Metawithius philippinus est une espèce de pseudoscorpions de la famille des Withiidae.

## Distribution
Cette espèce est endémique des Philippines.

## Étymologie
Son nom d'espèce lui a été donné en référence au lieu de sa découverte, les Philippines.

## Publication originale
- Beier, 1937 : Neue ostasiatische Pseudoscorpione aus dem Zoologischen Museum Berlin. Mitteilung aus dem Zoologischen Museum in Berlin, vol. 22, p. 268-279.